# Jeníkovice, Pardubice
Jeníkovice là một làng thuộc huyện Pardubice, vùng Pardubický, Cộng hòa Séc.